# US 마샬
US 마샬(Cahill U.S. Marshal)은 미국에서 제작된 앤드루 V. 매클래글렌 감독의 1973년 영화이다. 존 웨인 등이 주연으로 출연하였고 마이클 웨인 등이 제작에 참여하였다.

## 출연

### 주연
- 존 웨인
- 조지 케네디

### 조연
- 게리 그라임스
- 네빌 브랜드
- 클레이 오브라이언
- 마리 윈드서
- 모건 폴
- 댄 바디스

## 제작진
- 미술: 월터 M. 시몬즈